# Miguel Antonio de Oquendo
Miguel Antonio de Oquendo y Molina (Madrid, 1627-Lasarte-Oria, ¿?), almirante general de la Armada Española.

## Biografía
Fue respectivamente hijo y nieto de los famosos almirantes donostiarras Antonio y Miguel de Oquendo. Nació a primeros de junio de 1627 en Madrid (algunas fuentes apuntan San Sebastián) como fruto de las relaciones extramatrimoniales de Antonio de Oquendo con la noble andaluza Ana de Molina. Aunque hijo ilegítimo fue reconocido por su padre.
Vivió en Madrid hasta los tres años de edad pasando a residir entonces en la casa de sus abuelos maternos en Torredonjimeno (Provincia de Jaén). Ingresó joven en la Armada Española en la cual realizó una destacada carrera siguiendo los pasos de su padre y abuelo. Ingresó en la Orden de Santiago en 1643. Para 1656 Miguel Antonio de Oquendo era ya general de la Escuadra de Cantabria, uno de los principales cuerpo de la Armada Real y era personalmente elogiado por el rey Felipe IV. Ese año construyó seis galeones y un patache para esta Armada.
En 1663 construyó de su cuenta otros dos navíos para la Armada Real en la que servirían como capitanes dos hijos suyos, Carlos Miguel y José. Oquendo se puso al frente de una de las principales escuadras de la Armada que iba a participar en una campaña de la guerra de Restauración portuguesa que enfrentaba a españoles y portugueses.
No obstante, esta brillante carrera naval se vio súbitamente frenada en octubre de 1663. Una tormenta alcanzó a la Armada Real en las cercanías de la bahía de Cádiz. Aunque todas las escuadras de la Armada sufrieron alguna pérdida, la escuadra de Oquendo sufrió un desastre total al naufragar contra las costas de Rota (Cádiz). 
El propio Oquendo cita este hecho en el libro que publicaría unos años más tarde sobre la vida de su padre:

Habiendo naufragado la Armada Real, a los 9 de octubre de 1663 en la costa de Rota, desdicha merecida sin duda de nuestros excesos, participé la mayor parte de esta desgracia, con la pérdida de todos los bajeles a mi cargo, principal fuerza de la Armada...
Miguel Antonio de Oquendo Héroe Cántabro. Vida del señor D.Antonio de Oquendo (1666)

A raíz de este suceso y de otras contingencias Miguel Antonio de Oquendo se vio impulsado a abandonar con solo 36 años de edad la carrera militar. Oquendo se retiró a vivir a la antigua casa-torre de Lasarte, casa de campo que su familia poseía en terrenos de la villa de Hernani, cerca de San Sebastián. Oquendo mantuvo hasta su muerte una vida de estudio literario y sosiego en dicho lugar, junto con su mujer Teresa de San Millán.

### Legado
Retirado en Lasarte, Miguel Antonio de Oquendo escribió una biografía de su padre Antonio, titulada El Héroe Cántabro. Vida del señor D. Antonio de Oquendo. Esta obra, de unas 100 páginas, que el autor dedicó a la Provincia de Guipúzcoa, fue publicada en Toledo en 1666. 
Unos años más tarde, en 1671 o 1675 (según las fuentes), Oquendo fundó junto con su esposa Teresa el convento de las Monjas Brígidas de Lasarte. Este convento junto a la cercana casa-torre formarían el núcleo de la futura ciudad de Lasarte-Oria.